# Kostel svatého Augustina (Manila)
Kostel svatého Augustina (anglicky San Agustin Church) v Manile je nejstarší stojící kostel na celých Filipínách. Jedná se o římskokatolický kostel z roku 1607, který je pod patronátem řádu augustiniánů, je postavený v barokním stylu a nachází se v historické čtvrti Intramuros.

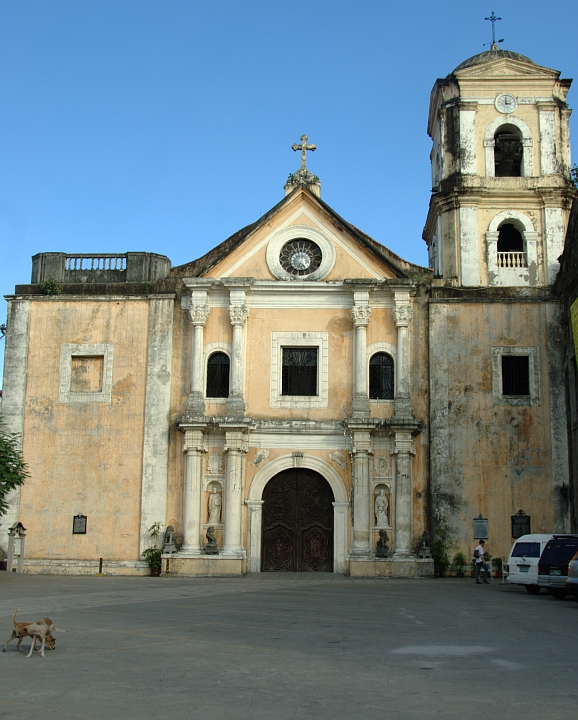
Venkovní pohled na kostel

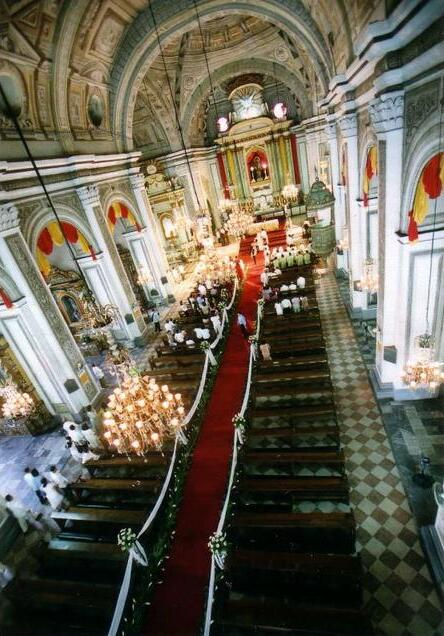
Vnitřek kostela

V roce 1993 se stal jedním ze čtyř barokních filipínských kostelů, které byly nadací UNESCO prohlášeny za Světové dědictví. Filipínskou národní památkou je již od roku 1976.